# Choroszki (rejon głębocki)
Choroszki (biał. Харашкі; ros. Хорошки) – wieś na Białorusi, w obwodzie witebskim, w rejonie głębockim, w sielsowiecie Obrub, przy linii kolejowej Królewszczyzna – Łyntupy.

## Historia
W czasach zaborów w gminie Głębokie, w powiecie dzisieńskim, w guberni wileńskiej Imperium Rosyjskiego.
W latach 1921–1945 wieś leżała w Polsce, w województwie wileńskim, w powiecie dziśnieńskim, w gminie Głębokie.
Według Powszechnego Spisu Ludności z 1921 roku zamieszkiwały tu 193 osoby, 1 była wyznania rzymskokatolickiego, 192 prawosławnego. Jednocześnie 167 mieszkańców  zadeklarowało polską przynależność narodową, 26 białoruską. Było tu 39 budynków mieszkalnych. W 1931 w 45 domach zamieszkiwało 256 osób.
Wierni należeli do parafii rzymskokatolickiej i prawosławnej w Głębokiem. Miejscowość podlegała pod Sąd Grodzki w Głębokiem i Okręgowy w Wilnie; właściwy urząd pocztowy mieścił się w Głębokiem.
W wyniku napaści ZSRR na Polskę we wrześniu 1939 miejscowość znalazła się pod okupacją sowiecką. 2 listopada została włączona do Białoruskiej SRR. Od czerwca 1941 roku pod okupacją niemiecką. W 1944 miejscowość została ponownie zajęta przez wojska sowieckie i włączona do Białoruskiej SRR.
Od 1991 w składzie niepodległej Białorusi.